# IC 4808
IC 4808 ist eine Spiralgalaxie vom Hubble-Typ Sc im Sternbild Südliche Krone am Südsternhimmel. Sie ist schätzungsweise 226 Millionen Lichtjahre von der Milchstraße entfernt.
Das Objekt wurde im Mai 1900 von DeLisle Stewart entdeckt.